# Barbus rubrostigma
Barbus rubrostigma е вид лъчеперка от семейство Шаранови (Cyprinidae). Видът не е застрашен от изчезване.

## Разпространение и местообитание
Разпространен е в Габон, Демократична република Конго и Камерун.
Обитава сладководни басейни, крайбрежия и реки.

## Описание
На дължина достигат до 11,3 cm.